# Alexandr Terentěv
Alexandr Terentěv, celým jménem Alexandr Vasiljevič Terentěv, (* 31. prosince 1999 Narjan-Mar) je ruský běžec na lyžích.

## Výsledky

### Výsledky na OH
| Rok  | Věk | 15 km                                                                  | 30 km skiatlon | 50 km hromadný start                                                | sprint | 4 × 10 km štafeta muži                                                  | sprint dvojic                                                         |
| ---- | --- | ---------------------------------------------------------------------- | -------------- | ------------------------------------------------------------------- | ------ | ----------------------------------------------------------------------- | --------------------------------------------------------------------- |
| 2022 | 22  | Běh na lyžích na Zimních olympijských hrách 2022 – 15 km klasicky muži | —              | Běh na lyžích na Zimních olympijských hrách 2022 – 50 km volně muži | 3.     | Běh na lyžích na Zimních olympijských hrách 2022 – štafeta 4×10 km muži | Běh na lyžích na Zimních olympijských hrách 2022 – sprint dvojic muži |

### Výsledky na MS
| Rok  | Věk | 15 km | 30 km skiatlon | 50 km hromadný start | sprint | 4 × 10 km štafeta | sprint dvojic |
| ---- | --- | ----- | -------------- | -------------------- | ------ | ----------------- | ------------- |
| 2021 | 21  | —     | —              | —                    | 14.    | —                 | —             |